# Степанов, Николай Дмитриевич (инженер)
Николай Дмитриевич Степанов (1918—1988) — советский инженер, участник атомного проекта, лауреат Сталинской премии.

## Биография
Родился в селе Походилова Екатеринбургского уезда (ныне — Каменский городской округ Свердловской области). В 1926 году семья переехала в Свердловск.
Окончил 7 классов школы, один курс техникума, рабфак Уральского госуниверситета им. М. Горького (1936) и физический факультет Уральского университета (1941, специальность «атомное ядро и космические лучи»). Во время учёбы на рабфаке одновременно работал чертёжником на заводе «Уралмаш».
С июля 1941 по июль 1944 года служил в ВМФ. В 1944—1947 учился сначала в Академии имени Дзержинского (окончил два курса), затем в аспирантуре МГУ (спецкафедра).
Участник атомного проекта. С февраля 1947 года работал в лаборатории № 1 (Курчатова).
До 13 октября 1950 г. сначала начальник производственно-технического отдела, затем заместитель главного инженера объекта «А», с 1950 по 1952 г. — главный инженер хозяйства Семёнова. В конце февраля 1952 года назначен директором объекта «АВ».
15 февраля 1953 года отозван в распоряжение Главка.
Указом Президиума Верховного Совета СССР 8 декабря 1951 г. награждён орденом Ленина.
Лауреат Сталинской премии и Премии Совета Министров СССР.
Жена — инженер-химик Степанова Лидия Александровна.